# Willie Donachie
William Donachie (Glasgow, 1951. október 5. –) skót válogatott labdarúgó, edző.

## Pályafutása

### Klubcsapatban
A Manchester City saját nevelésű játékosaként debütált az első csapatban 1968 februárjában Glyn Pardoe cseréjeként. Két ligakupa-döntőt játszott a csapattal, de mindkettőt elvesztették. 1980-ban az amerikai Portland Timbers csapatába igazolt, majd rövid idő múlva a Norwich City csapatánál folytatta, de itt sem maradt sokáig és 1982-ben visszatért a Portlandhoz. Ez év novemberében a Burnley játékosa lett. 1984 és 1990 között a szintén angol Oldham Athletic csapatánál lépett pályára, majd innen is vonult vissza.

### A válogatottban
1972 áprilisában mutatkozott be a felnőtt válogatottban Peru ellen a Hampden Parkban. 1972 és 1978 között 35 alkalommal szerepelt az skót válogatottban. Részt vett az 1974-es és az 1978-as világbajnokságon.

### Menedzserként
1997 és 2001 között a Manchester City csapatánál volt segédedző, Joe Royle és Kevin Keegan mellett. 2001 októberétől egy éven keresztül a Sheffield Wednesday csapatánál töltötte be ismét ezt a pozíciót. Távozását követően csatlakozott az Ipswich Town edzői stábjához, ahol egészen 2006-ig volt. Rövid ideig a Millwall csapatánál is volt segédedző, majd vezetőedző. 2008-ban Antigua és Barbuda szövetségi kapitányaként tevékenykedett, majd 2009 és 2014 között az angol Newcastle United akadémiájának volt az edzője. Távozása után másfél hónapig a Hartlepool United segédedzőjeként segítette a klubot. 2015-ben az amerikai Temecula csapatát irányította, majd 2018-ban innen távozott és a Montserrat szövetségi kapitánya lett.

## Sikerei, díjai
- Manchester City
  - Kupagyőztesek Európa-kupája (1): 1969–70
  - Angol ligakupa (2): 1970, 1976
  - Angol szuperkupa (1): 1972
- Oldham Athletic
  - Angol másodosztály bajnok (1): 1991